# Poster Girl (álbum)
Poster Girl é o terceiro álbum de estúdio da cantora sueca Zara Larsson. Foi lançado em 5 de março de 2021, através do TEN Music Group e da Epic Records. Este é o seu segundo disco a ser lançado internacionalmente. As sessões de gravação do álbum começaram em 2018 e continuaram durante a pandemia de Covid-19. O álbum foi originalmente planejado para ser lançado em 2020, mas foi adiado para uma data de lançamento supostamente no primeiro semestre de 2021. Musicalmente, Poster Girl é um álbum influenciado pelo Scandipop, e incorpora gêneros musicais como o pop e dance, com elementos do synth-pop e do disco dos anos 80, bem como o R&B, o dance-pop e o funk.
O álbum foi precedido por três singles: "Love Me Land", "Wow" e "Talk About Love", o último com a participação de Young Thug. Também inclui o single "Ruin My Life" de 2018 e a faixa promocional "Look What You've Done". O álbum recebeu críticas geralmente positivas dos críticos musicais após o seu lançamento, com os críticos elogiando principalmente sua produção.
Comercialmente, o álbum estreou em terceiro lugar na parada de álbuns da Suécia, em doze na parada de álbuns oficiais do Reino Unido e alcançou o top vinte em vários países. Uma edição deluxe do álbum, com o subtítulo Summer Edition, que incluiu seis faixas adicionais, foi lançada no dia 21 de maio de 2021. Em divulgação ao disco, Larsson embarcou na Poster Girl Tour, que começou em 19 de novembro de 2021 em Gotemburgo, Suécia, e terminou em 20 de agosto de 2022 em Oslo, Noruega.

## Antecedentes
"Eu apenas penso nisso como uma coleção de músicas pop realmente boas. E sim, a maioria delas simplesmente é sobre as emoções que você sentiria quando você terminasse com alguém ou conhecesse alguém novo. E isso porque essas são as coisas que acho mais interessantes na vida."

- Larsson explicando sobre o álbum.
Poster Girl é o seu segundo álbum a ser lançado fora da Escandinávia, e chega quase quatro anos após o seu lançamento de descoberta internacional, So Good (2017), que quebrou o top 10 do Reino Unido e chegou a ser certificado de Platina nos Estados Unidos depois de gerar os grandes sucessos "Lush Life" e "Never Forget You". Larsson atribui esse atraso em parte a pandemia de COVID-19. Em 6 de julho de 2020, em entrevista à Sveriges Radio, ela anunciou que seu novo álbum seria lançado após o verão de 2020. Ela também afirmou: "Estou preparada de uma forma completamente diferente. Tenho a próxima música pronta, a capa do álbum, o vídeo, o álbum está pronto. Eu me sinto pronta de uma maneira diferente." Em uma entrevista ao Borderless Melodies, Larsson revelou o nome do álbum e que "Wow" também seria incluída no álbum, após anuncia-la oficialmente como single em 26 de agosto de 2020. Embora "Ruin My Life", lançada em 2018, faça parte da lista de faixas do álbum, os singles de 2019 "Don't Worry Bout Me" e "All the Time" ficaram de fora. Hoje, ela diz com franqueza: “Eventualmente eu cheguei ao ponto em que era tipo, 'Eu realmente quero lançar o álbum agora. Se não agora, quando?' Porque você sempre pode encontrar desculpas para não ter uma liberação, que é o que venho fazendo há quatro anos.”
Sobre o novo álbum, Larsson relatou que buscou inspiração no grupo sueco ABBA. Ao ser questionada sobre a maior diferença entre Poster Girl e seu álbum de estreia So Good (2017), Larsson respondeu: “Eu sinto que Postergirl faz mais sentido como um todo, enquanto So Good foi mais como uma incrível coleção dos meus singles, de certo modo. Eu amo os dois! Foi muito divertido me jogar de verdade no pop dessa vez”.

## Composição
O álbum foi chamado de "um disco de dança do início ao fim, acelerado e sinfônico", sem baladas e "sintetizadores dos anos 80 e produção influenciada pelo R&B". Seu conteúdo lírico "explora as melhores e piores partes do pão e manteiga da música pop: o amor". Também enraizado em Scandipop e pop, foi adicionalmente descrito como "tanto um álbum de separação quanto uma celebração amada de um novo romance", assim como "temas de devoção não correspondida e momentos de toxicidade romântica em canções pop quase cientificamente projetadas".

### Conteúdo e estrutura musical
O álbum abre com "Love Me Land", uma canção dance-pop construída em torno de uma batida "pulsante, conduzida por cordas". "Talk About Love" é uma canção no estilo R&B com um toque "suave", que, liricamente, é sobre a "fase antes de duas pessoas descobrirem o que são uma para a outra". "Need Someone" é uma melodia "reluzente", em tempo-médio, que tem uma "vibração arejada e descontraída", mas se transforma em um "hino muito mais funk e maior" e, musicalmente, tem uma linha de baixo que lembra "The Less I Know the Better" do Tame Impala e uma linha de piano "cintilante". "Right Here" é sobre perguntar por que ela tenta chamar a atenção de alguém que "mantém os olhos na tela", e faz referência à artista sueca Robyn."Wow" é uma música electro e EDM produzida por Marshmello, que tem uma linha de baixo "ousada" e vocais "viciantes". A faixa-título do álbum é sobre Zara "se sentindo fora do personagem enquanto desenvolve uma paixão", apoiada por uma produção disco "brilhante". "I Need Love" é uma canção pop tropical, que foi descrita como "soulful bop", que inclui a letra: "como um viciado precisa de uma droga". "Look What You Done" é uma faixa discoteca, sobre a separação que guarda semelhanças com a música do ABBA e gira em torno da história de uma mulher que mata um homem e agora está sendo caçado pela polícia.
"Ruin My Life" é uma canção pop "ligeiramente masoquista", que, nas palavras de Larsson, é sobre "aquele relacionamento doentio que todos têm em um momento de suas vidas". Em termos de instrumentação, é acompanhado por uma guitarra elétrica e teclado, e seu refrão é "nadando" com sintetizadores e uma faixa de bateria "dançável". "Stick with You", co-escrita por Max Martin, tem um som de guitarra emparelhado com uma batida eletrônica "motriz", onde se pode vê o vocal de Larsson com um "leve sotaque country". "FFF" (abreviação de "Falling for a Friend") é "divertido", embora "explícito"; seu refrão é uma reminiscência do clássico italiano "Tu Vuò Fà L'Americano". Com vocal semelhante ao de Dua Lipa, na música, canta: "Existe uma faísca para nós?/Ou é puramente platônico?/Este é o nosso arco de história?/Porque se for, seria icônico". O álbum fecha com "What Happens Here" tem uma história de autoconfiança e é uma música "eufórica do tamanho de Carly Rae Jepsen", em que ela canta: "Vou fazer porque é o que eu quero... Para ser honesta, eu não dou a mínima".

## Singles
O álbum foi precedido por vários singles. O primeiro, "Ruin My Life", foi lançado em 18 de outubro de 2018 e entrou em tabelas musicais de vários países, alcançando o top dez em Israel, Reino Unido, Irlanda e na sua terra natal Suécia, chegando ao número dois. Vários singles autônomos e colaborações seguiram-se entre 2018 e 2020, incluindo "Don't Worry Bout Me" e "All the Time". Ambas as canções foram posteriormente incluídas na edição japonesa do álbum.
Em 6 de julho de 2020, Larsson anunciou o primeiro single do material, "Love Me Land", por meio de suas redes sociais. Ela lançou a música com um videoclipe em 10 de julho de 2020. A canção alcançou a oitava posição e mais tarde sendo certificado Ouro na Suécia. Lançada originalmente como single promocional em 26 de abril de 2019, "Wow", produzida por Marshmello, ressurgiu em popularidade depois de ser apresentada no filme original da Netflix de 2020 Work It e mais tarde incluída no álbum, sendo lançada em 26 de agosto de 2020 como segundo single para promoção do disco. Um remix com a atriz principal do filme, Sabrina Carpenter, foi revelado em 25 de setembro de 2020 com seu próprio videoclipe estreando em 7 de outubro. O terceiro single do álbum, "Talk About Love" com Young Thug, foi lançado em 8 de janeiro de 2021.

### Single promocional
Em 22 de fevereiro de 2021, "Look What You've Done" foi lançado como primeiro single promocional do álbum.

## Lançamento e promoção
Em 20 de julho de 2020, Larsson performou o single "Love Me Land" pela primeira vez no programa da TV britânica BBC, Peter Crouch Save Our Summer. Em 4 de agosto de 2020, Larsson fez um show Late Night Concert exibido pela rede de televisão sueca TV4, onde apresentou "Love Me Land", "Ruin My Life", "Carry You Home", "Uncover", "Symphony", "Never Forget You", "Lush Life" e "I Can't Fall In Love Without You". Em 7 de agosto de 2020, ela concedeu uma entrevista ao Good Morning America, onde performou "Love Me Land". Em 11 de agosto de 2020, Larsson performou "Love Me Land" no programa de TV sueco Allsång på Skansen. Neste mesmo mês, Larsson apresentou a canção na estação de metrô Stadion, no parque Gröna Lund e na Sveriges Radio em Estocolmo, Suécia. Em 8 de outubro de 2020, Larson e Sabrina Carpenter apresentaram pela primeira vez “Wow” no The Kelly Clarkson Show. Em 7 de novembro de 2020, Larsson apresentou a canção no reality show Little Mix: The Search e no dia seguinte no MTV Europe Music Awards de 2020. Em 20 de dezembro de 2020, Larsson se apresentou no Musikhjälpen 2020, onde performou "Love Me Land" e "All the Time".
Larsson compartilhou a arte da capa do álbum em janeiro de 2021 e revelou a lista das faixas nas redes sociais em 10 de fevereiro de 2021, anunciando também a data de lançamento do álbum para 5 de março de 2021. Ela expressou o desejo de lançar uma edição de luxo do álbum no futuro, incluindo uma nova música com Ariana Grande. Em 8 de janeiro de 2021, Larsson anunciou que além da versão download digital e streaming, Poster Girl também estará disponível na versão CD e cassete, onde foram disponibilizados para pré-venda no site de Larsson. Uma quantidade limitada de CDs da edição deluxe de Poster Girl, autografados por Larsson, foram disponibilizados no site. Em 25 de janeiro de 2021, Larsson anunciou que o álbum teria uma versão exclusiva das lojas Target, com capa exclusiva e 2 músicas extras. Em 18 de janeiro de 2021, Larsson apresentou "Talk About Love" pela primeira vez no Swedish Sports Awards. Em 29 de janeiro de 2021, Larsson apresentou a canção novamente nos estúdios da Vevo. Para marcar o lançamento do álbum, em 5 de março de 2021, Larrson apresentou a faixa título pela primeira vez nos estúdios da Vevo e fez uma aparição no The Ellen DeGeneres Show, onde performou "Look What You've Done". Para promover o disco, Larsson realizou um concerto online em 8 de março de 2021 para o Dia Internacional da Mulher, em parceria com a IKEA e apresentado pela Live Nation.

## Recepção critica
| Críticas profissionais | Críticas profissionais |
| Pontuações agregadas   | Pontuações agregadas   |
| Fonte                  | Avaliação              |
| ---------------------- | ---------------------- |
| Metacritic             | 72/100                 |
| Avaliações da crítica  |                        |
| Fonte                  | Avaliação              |
| AllMusic               | [ 74 ]                 |
| Clash                  | 8/10                   |
| DIY                    | [ 29 ]                 |
| Dork                   | [ 75 ]                 |
| Evening Standard       | [ 30 ]                 |
| Financial Times        | [ 22 ]                 |
| NME                    | [ 20 ]                 |
| The Arts Desk          | [ 17 ]                 |
| The Independent        | [ 16 ]                 |
| Pitchfork              | 5.4/10                 |

Poster Girl recebeu críticas positivas pela mídia especializada. No Metacritic, que atribui um valor normalizado às avaliações de publicações profissionais, o álbum recebeu uma pontuação média de 72 em 100, com base em nove avaliações, indicando "avaliações geralmente favoráveis".
Escrevendo para a NME, Nick Levine descreveu o álbum como "cativante e cheio de personalidade", que "parece um trabalho bem feito", enquanto Emma Swann do DIY chamou o álbum de "puro escapismo pop". Robin Murray do Clash escreveu que Poster Girl "não é tudo perfeito", mas um álbum "divertido". Ludovic Hunter-Tilney do Financial Times descreveu as canções como "ágeis e arejadas", embora tenha dito que o álbum "deixa alguém impaciente por mais".

## Alinhamento de faixas
A lista de faixas foi revelada pela cantora em suas mídias sociais no dia 9 de fevereiro de 2021.
| Poster Girl – Edição padrão |                                    |                                                                                         |                                         |         |  |
| N.º                         | Título                             | Compositor(es)                                                                          | Produtor(es)                            | Duração |  |
| 1.                          | "Love Me Land"                     | Zara Larsson Julia Michaels Justin Tranter Jason Gill                                   | Gill                                    | 2:40    |  |
| 2.                          | "Talk About Love" (com Young Thug) | Amy Allen Dewain Whitmore Jeffery Lamar Williams Mike Sabath                            | Șerban Ghenea                           | 3:19    |  |
| 3.                          | "Need Someone"                     | Sarah Aarons Noonie Bao Mattias Per Larsson Robin Lennart Fredriksson                   | Mattman & Robin Bart Schoudel [a]       | 2:57    |  |
| 4.                          | "Right Here"                       | Michaels Tranter Per Larsson Lennart Fredriksson                                        | Mattman & Robin                         | 3:46    |  |
| 5.                          | "Wow"                              | Brittany Amaradio Christopher Comstock Thomas Eriksen Joakim Haukaas Madison Love       | Marshmello Oliver Frid [a]              | 2:59    |  |
| 6.                          | "Poster Girl"                      | Z. Larsson Michaels Tranter David Pramik Jon Wienner Sam Homaee                         | The Roommates Gill                      | 2:57    |  |
| 7.                          | "I Need Love"                      | Camille Purcell Joseph Kearns Finlay Dow-Smith                                          | Starsmith Hampus Lindvall [a]           | 3:02    |  |
| 8.                          | "Look What You've Done"            | Z. Larsson Max Wolfgang Purcell Steve Mac                                               | Mac Frid [b] Al Shux [a]                | 3:01    |  |
| 9.                          | "Ruin My Life"                     | Amaradio Michael Pollack Stefan Johnson Jordan K. Johnson Jamie Sanderson Jackson Foote | The Monsters and the Strangerz Foote    | 3:10    |  |
| 10.                         | "Stick with You"                   | Z. Larsson Max Martin Savan Kotecha Ludvig Söderberg Jakob Jerlström Wolfgang           | The Struts                              | 2:59    |  |
| 11.                         | "FFF"                              | Z. Larsson Michaels Tranter Ian Kirkpatrick                                             | Kirkpatrick                             | 3:32    |  |
| 12.                         | "What Happens Here"                | Z. Larsson Theron Thomas Anton Göransson Steven Franks Tommy Brown                      | Mr. Franks Brown Frid [a] Göransson [b] | 3:19    |  |
| Duração total:              | Duração total:                     | Duração total:                                                                          | Duração total:                          | 37:41   |  |

| Faixas bônus da Target e do CD de download digital deluxe da América do Norte |                       |                                     |                |         |  |
| N.º                                                                           | Título                | Compositor(es)                      | Produtor(es)   | Duração |  |
| 13.                                                                           | "Famous"              | Sarah Aarons Jason Evigan           | Evigan         | 3:36    |  |
| 14.                                                                           | "When I’m Not Around" | Erik Hassle Madison Love James Wong | Gladius        | 3:25    |  |
| Duração total:                                                                | Duração total:        | Duração total:                      | Duração total: | 44:42   |  |

| Faixas bônus da edição japonesa |                       |                                                                                     |                |         |  |
| N.º                             | Título                | Compositor(es)                                                                      | Produtor(es)   | Duração |  |
| 15.                             | "Don't Worry Bout Me" | Larsson Tove Nilsson Rami Yacoub Linnea Södahl Jerlström Whitney Phillips Söderberg | The Struts     | 3:28    |  |
| 16.                             | "All the Time"        | Larsson Linus Wiklund Bao Ilsey Juber                                               | Lotus IV       | 3:48    |  |
| Duração total:                  | Duração total:        | Duração total:                                                                      | Duração total: | 52:10   |  |

| Faixas bônus da edição Summer |                                                              |                                                            |                             |         |  |
| N.º                           | Título                                                       | Compositor(es)                                             | Produtor(es)                | Duração |  |
| 13.                           | "Morning"                                                    | Guy Robin Caroline Ailin Emily Warren Alexander Shuckburgh | Al Shux                     | 2:54    |  |
| 14.                           | "Last Summer"                                                | Rachel Keen Fred Gibson                                    | Gibson                      | 2:55    |  |
| 15.                           | "I Need Love (live version)" (participação de First Aid Kit) | Purcell Kearns Dow-Smith                                   | Lindvall                    | 3:20    |  |
| 16.                           | "Ruin My Life (versão orquestral)"                           | Amaradio Pollack Johnson K. Johnson Sanderson Foote        | Berwaldhallen Swedish Radio | 4:43    |  |
| 17.                           | "Never Forget You (versão orquestral)"                       | Uzoechi Emenike Z. Larsson Arron Davey                     | Berwaldhallen Swedish Radio | 3:49    |  |
| 18.                           | "Right Here (remix)" (com Alok)                              | Michaels Tranter M. Larsson Fredriksson                    | Mattman & Robin Alok [c]    | 4:43    |  |

| Faixas bônus da edição [Summer] sueca |                                    |                                                       |              |         |  |
| N.º                                   | Título                             | Compositor(es)                                        | Produtor(es) | Duração |  |
| 19.                                   | "Säg mig var du står" (com Carola) | Piet Souer Gregory Elias Martin Duiser Ingela Forsman | Lindvall     | 3:24    |  |

| Faixas bônus da edição Summer (relançamento digital) |                                               |                               |                        |         |  |
| N.º                                                  | Título                                        | Compositor(es)                | Produtor(es)           | Duração |  |
| 19.                                                  | "Morning (remix)" (com Billen Ted)            | Robin Ailin Warren Shuckburgh | Al Shux Billen Ted [c] | 2:26    |  |
| 20.                                                  | "I Need Love" (participação de Trevor Daniel) | Purcell Kearns Dow-Smith      | Starsmith              | 3:06    |  |

| Faixas bônus da edição [Summer] sueca (relançamento digital) |                                    |                            |              |         |  |
| N.º                                                          | Título                             | Compositor(es)             | Produtor(es) | Duração |  |
| 21.                                                          | "Säg mig var du står" (com Carola) | Souer Elias Duiser Forsman | Lindvall     | 3:24    |  |

Notas
- ↑[a]  significa um produtor vocal.
- ↑[b]  significa um produtor adicional.
- ↑[c]  significa um remixer.

## Créditos e pessoal
Créditos adaptados do Genius.
Gestão
Publicado pela Epic Records e TEN Music Group — distribuído por Sony Music Entertainment
Músicos
| - Zara Larsson — artista principal, vocais (todas as faixas), compositora (faixas 1, 6, 10, 11, 12, 13, 14, 15, 16, 17) - Jason Gill — compositor (faixa 1), produtor (faixas 1, 6), instrumentação (faixa 1) - Julia Michaels — compositora (faixas 1, 4, 6, 11), vocais de fundo (faixa 4) - Justin Tranter — compositor (faixas 1, 4, 6, 11) - Mike Sabath — compositor (faixa 2), produtor (faixa 2) - Amy Allen — compositora (faixa 2) - Dewaine Whitmore — compositor (faixa 2) - Young Thug — vocais (faixa 2), compositor (faixa 2) - Sarah Aarons — compositora (faixa 3), vocais de fundo (faixa 3) - Noonie Bao — compositora (faixa 3), vocais de fundo (faixa 3) - Mattias Larsson — compositor (faixas 3, 4), produtor (faixas 3, 4) - Robin Fredriksson — compositor (faixas 3, 4), produtor (faixas 3, 4) - Marshmello — compositor (faixa 5), produtor (faixa 5), programação (faixas 5) - Brittany Amaradio — compositora (faixas 5, 9), vocais de fundo (faixa 9) - Joakim Haukaas — compositor (faixa 5) - Madison Love — compositora (faixa 5) - Thomas Eriksen — compositor (faixa 5) - David Pramik — compositor (faixa 6) - Jon Wienner — compositor (faixa 6) - Justin Tranter — compositor (faixa 6) - Sam Homaee — compositor (faixa 6) - The Roommates — produtor (faixa 6) - Starsmith — compositor (faixa 7), produtor (faixa 7) - Camille Purcell — compositora (faixas 7, 8) - Joe Kearns — compositor (faixa 7) | - Steve Mac — compositor (faixa 8), produtor (faixa 8) - Alexander Shuckburgh — coprodução (faixa 8), instrumento de cordas, (faixa 8), programação (faixa 8) - John Parricelli — guitarra (faixa 8) - Chris Laws — bateria (faixa 8) - Robin Oliver Frid — produção vocal (faixa 8) - Jackson Foote — compositor (faixa 9), produtor (faixa 9), programação (faixa 9) - The Monsters & Strangerz — produtor (faixa 9), programação (faixa 9) - Jordan K. Johnson — compositor (faixa 9) - Stefan Johnson — compositor (faixa 9) - Michael Pollack — compositor (faixa 9), piano (faixa 9) - Jamie Sanderson — compositor (faixa 9) - Christian "CJ" Johnson — coordenação (faixa 9) - David "Dsilb" Silberstein — coordenação (faixa 9) - Gregg "G" Golterman — coordenação (faixa 9) - Jeremy "Jboogs" Levin — coordenação (faixa 9) - Ludvig Söderberg — compositor (faixa 10), produtor (faixa 10) - Jakob Jerlström — compositor (faixa 10), produtor (faixa 10) - Max Martin — compositor (faixa 10), vocais de fundo (faixa 10) - Max Wolfgang — compositor (faixa 10) - Savan Kotecha — compositor (faixa 10) - Fat Max Gsus — guitarra (faixa 10) - Ian Kirkpatrick — compositor (faixa 11), produtor (faixa 11), engenheiro (faixa 11) - Steve Franks — compositor (faixa 12), produtor (faixa 12) - Tommy Brown — compositor (faixa 12), produtor (faixa 12) - Theron Thomas — compositor (faixa 12) - Anton Göransson — compositor (faixa 12), produtor adicional (faixa 12) - Oliver Frid — produtor vocal (faixa 12) |

Técnico
| - John Hanes — engenheiro (faixas 1, 2, 4, 10) - Serban Ghenea — engenheiro de mistura (faixas 1, 2, 3, 4, 6, 7, 10) - Aresh Banaji — engenheiro (faixa 2) - DJ Riggins — engenheiro (faixa 2) - Jacob Richards — engenheiro (faixa 2) - Mike Seaberg — engenheiro (faixa 2) - Bart Schoudel — engenheiro vocal (faixas 2, 3), engenheiro de gravação (faixa 4) - Michelle Mancini — masterização (faixas 2, 3, 4, 5, 7, 8) - Mattman & Robin — engenheiro vocal (faixas 3, 4) | - Manny Marroquin — engenharia de mistura (faixa 5) - Robert N. Johnson — engenheiro (faixa 5) - Jonathan Winner — engenheiro (faixa 6) - Chris Laws — engenheiro (faixa 6) - Hampus Lindvall — engenheiro vocal (faixa 7), engenheiro de gravação (faixa 9) - Mark "Spike" Stent — engenheiro de mistura (faixa 8) - Dann Pursey — engenheiro (faixa 8) - Tony Maserati — engenheiro de mistura (faixa 9) - Billy Hicks — engenheiro de gravação (faixa 12) 18 |

## Desempenho nas tabelas musicais
| País — Tabela musical (2021)                        | Melhor posição |
| --------------------------------------------------- | -------------- |
| Austrália (Australian Albums – ARIA)                | 59             |
| Bélgica (Ultratop de Flandres)                      | 117            |
| Bélgica (Ultratop da Valônia)                       | 118            |
| Escócia (Scottish Albums – Official Charts Company) | 13             |
| Espanha (Spanish Albums – PROMUSICAE)               | 59             |
| Estados Unidos (Billboard 200)                      | 170            |
| França (SNEP)                                       | 182            |
| Irlanda (Irish Albums – IRMA)                       | 54             |
| Japão (Japanese Albums – Oricon)                    | 169            |
| Lituânia (Lithuanian Albums – AGATA)                | 82             |
| Noruega (Norwegian Albums – VG-lista 100)           | 11             |
| Países Baixos (Dutch Albums – Album Top 100)        | 64             |
| Suécia (Swedish Albums – Sverigetopplistan)         | 3              |
| Suíça (Swiss Albums – Schweizer Hitparade)          | 67             |
| Reino Unido (UK Albums – OCC)                       | 12             |

## Certificações
| País                                                                        | Certificação | Certificações e vendas |
| --------------------------------------------------------------------------- | ------------ | ---------------------- |
| Brasil (Pro-Música Brasil)                                                  | Ouro         | 20,000^                |
| ^apenas com base na certificação ‡vendas+streaming com base na certificação |              |                        |

## Histórico de lançamento
| Região         | Data                | Formato                               | Versão                      | Gravadora    | Ref.           |
| -------------- | ------------------- | ------------------------------------- | --------------------------- | ------------ | -------------- |
| Várias         | 5 de março de 2021  | CD Download digital streaming cassete | Padrão                      | Epic TEN     | [ 78 ] [ 101 ] |
| Reino Unido    | 5 de março de 2021  | CD                                    | Padrão                      | Black Butter | [ 102 ]        |
| Estados Unidos | 5 de março de 2021  | CD                                    | Target                      | Epic         | [ 67 ]         |
| Japão          | 10 de março de 2021 | CD                                    | Edição japonesa             | Epic Sony    | [ 40 ]         |
| Alemanha       | 26 de março de 2021 | Vinil                                 | Padrão                      | Epic Sony    | [ 103 ]        |
| Várias         | 23 de abril de 2021 | Vinil                                 | Padrão                      | Sony         | [ 104 ]        |
| Várias         | 21 de maio de 2021  | Download digital streaming            | Summer                      | Epic TEN     | [ 80 ] [ 105 ] |
| Suécia         | 21 de maio de 2021  | Download digital streaming            | Summer (sueca)              | TEN          | [ 81 ] [ 106 ] |
| Várias         | 9 de julho de 2021  | Download digital streaming            | Summer (relançamento)       | Epic TEN     | [ 82 ] [ 107 ] |
| Suécia         | 9 de julho de 2021  | Download digital streaming            | Summer (sueca/relançamento) | TEN          | [ 83 ] [ 108 ] |